# The Big Easy
The Big Easy és una pel·lícula de comèdia thriller neo-noir estatunidenca del 1986 dirigida per Jim McBride i escrita per Daniel Petrie Jr. Els protagonistes són Dennis Quaid, Ellen Barkin, John Goodman, id Ned Beatty. La pel·lícula està ambientada i rodada a Nova Orleans (Louisiana).
Posteriorment la pel·lícula fou adaptada a una sèrie de televisió durant dues temporades a USA Network (1996–1997).

## Sinopsi
Remy McSwain és un tinent de la policia de Nova Orleans que investiga l'assassinat d'un mafiós local. La seva investigació el porta a sospitar que hi han pogut participar companys del cos policial.
Anne Osborne, advocada del fiscal de districte, és enviada a investigar una presumpta corrupció policial. Després de veure de primera mà algunes pràctiques poc ortodoxes de Remy, Anne l'acusa d'estar al corrent. Li contesat que ella no entén com funciona el sistema a la policia de Nova Orleans.
Malgrat els sentiments sospitosos i aprensius d'Osborne envers ell, formen una relació. McSwain és capturat en acceptar suborns en una picada d'Afers Interns i Osborne té la responsabilitat d'acusar-lo. Amb l'assistència de companys oficials dins del cos policial, les proves es destrueixen i se suprimeixen. McSwain és absolt dels càrrecs, moment en què Anne, es troba davant del conflicte dels seus sentiments personals per Remy i el seu deure de defensar la llei.
Més tard es revela que Jack Kellom, el cap de Remy i els dos detectius De Soto i Dodge estan al darrere de l'assassinat, i una pila d'heroïna s'amaga en un pati del vaixell. Kellom es dirigeix al vaixell i s'enfronta a De Soto i Dodge. Kellom suggereix desfer-se de les drogues, però De Soto dispara Kellom. Remy i Anne arriben i s'enfronten a De Soto i Dodge, i comença un tiroteig. De Soto és disparat per un Kellom ferit fatalment, i Dodge és disparat per Remy. Remy i Anne surten corrents abans que exploti el vaixell.
L'escena final mostra Remy ballant amb Anne, i sembla que s'acabaven de casar.

## Repartiment
| - Dennis Quaid - Tinent Detectiu Remy McSwain - Ellen Barkin - A.D.A. Anne Osborne - Ned Beatty - Capità Jack Kellom - John Goodman - Sergent Detectiu Andre DeSoto - Lisa Jane Persky - Detectiu McCabe - Tom O'Brien- Bobby McSwain | - Charles Ludlam - Lamar Parmentel - Grace Zabriskie - Mam - Marc Lawrence - Vinnie 'The Cannon' DiMotti - Solomon Burke - Daddy Mention - Gailard Sartain - Chef Paul - Jim Garrison - Jutge Jim Garrison - Bob Kearney - Detectiu Sergent Kearney |

## Producció
El rodatge va trigar 50 dies i els actors principals van assajar tres setmanes abans de l'inici de la fotografia principal.
El conegut fiscal del districte de Nova Orleans Jim Garrison fa un cameo com a jutge. Garrison es va fer conegut per les seves teories de l'assassinat de Kennedy i la seva investigació sobre l'assassinat de JFK a Nova Orleans durant la dècada de 1960.
La ciutat de Nova Orleans i la seva atmosfera funcionen com a protagonistes de la pel·lícula. Això és evident des del començament de la pel·lícula: L'obertura és una vista aèria del bayou de Nova Orleans i la banda cajun BeauSoleil interpreta "Zydeco Gris Gris" a la banda sonora (seqüència del títol).
Els productors van utilitzar llocs coneguts com el de Tipitina, Antoine's, el magatzem de Blaine Kern ple de carrosses de Mardi Gras i un striptease al Barri Francès per donar a conèixer l'estat d'ànim de la pel·lícula.

## Recepció

### Taquilla
La pel·lícula va tenir una estrena limitada el 21 d'agost de 1987 i va acumular 353.259 dòlars. Es va ampliar una setmana en què va recaptar 3.626.031 dòlars de 1.138 pantalles i la recaptació total va ser de 17.685.307 dòlars. En el seu llançament més ampli, la pel·lícula va ser presentada a 1.219 sales i va estar en pantalla cinc setmanes.

### Crítica
Roger Ebert, crític de cinema del Chicago Sun-Times, va lloar la pel·lícula, i va escriure, "The Big Easy és una de les pel·lícules americanes més riques de l'any. També em sembla un fantàstic thriller, jo dic "passa", perquè crec que la trama d'aquesta pel·lícula només és una excusa per la seva força real: la creació d'un grup de personatges tan interessants, tan complicats i tan originals que fan que molta altra gent de pel·lícula tinguin aparença de personatges pintats amb un número."
Sheila Benson, escrivint per a Los Angeles Times, va escriure, "El guionista Daniel Petrie Jr. planteja el conflicte i el director Jim McBride ho explica amb una seguretat devastadora i sexy..."
El crític de cinema Vincent Canby va ser una mica més dur a la pel·lícula i va escriure: "Remy i Anne estan fets l'un per l'altres o haurien estat si The Big Easy fos la comèdia sofisticada que podria haver estat... [la pel·lícula] va ser dirigida per Jim McBride, que algun dia traurà una pel·lícula comercial que funcionarà fins a la fi no només en pedaços."
La pel·lícula és elogiada per l'exactitud de l'accent cajun de Quaid, qui va investigar minuciosament per a la seva preparació. Tot i això, els residents de la zona de Nova Orleans no van wurfst tan satisfets, referint-s'hi com a "encongit".

## Nominacions i premis

### Premis
- 1987 — Festival du Film Policier de Cognan, Cognan: Grand Prix
- 1987 — Setmana Internacional de Cinema de Valladolid: Millor Actor, Dennis Quaid
- 1988 — Independent Spirit Awards: Best Male Lead Dennis Quaid
- 1988 — 32a edició dels Premis Sant Jordi de Cinematografia: Millor actriu estrangera, Ellen Barkin
- 1988 — Premis Anthony: Millor pel·lícula[10]

### Nominacions
- 1988 — Independent Spirit Awards: Millor Director, Jim McBride; Millor pel·lícula, Stephen J. Friedman
- 1988 — Casting Society of America: Artios Award; Millor càsting d'una pel·lícula, Drama, Lynn Stalmaster i David Rubin
- 1988 — Edgar Allan Poe Awards: Edgar; Millor guió, Daniel Petrie Jr.

### Altres
La pel·lícula ha estat reconeguda per l'American Film Institute en aquestes llistes:
- 2002: AFI's 100 Years...100 Passions – Nominada[11]
- 2008: AFI's 10 Top 10:
  - Nominada com pel·lícula de misteri[12]